# Opeinde (België)
Opeinde is een plaats in de deelgemeente Kortessem van de Belgische gemeente Hasselt, gelegen aan de uitvalsweg van Kortessem naar Borgloon.
Tegenwoordig de Opeindestraat genaamd, heette de weg vanouds Loonsche Straet. Langs deze straat stonden en staan een aantal boerderijen, en later groeide de bebouwing tot lintbebouwing aan.

## Kapel
Op de plaats van een oudere kapel werd omstreeks 1900 de Opeindekapel gebouwd, en waarschijnlijk hebben de buurtbewoners hier veel arbeid in gestoken. De plaatselijke Rijkswacht beijverde zich later -met succes- om de kapel voor sloop te behoeden. Van 1983-1984 werd de kapel gerestaureerd. Het betreft een rechthoekig bakstenen gebouwtje met dakruiter.
In de kapel bevond zich een sedes sapientiae van omstreeks 1500. Dit beeld werd in veiligheid gebracht en wordt op de 3e zondag van september, tijdens de Opeindefeesten, in de kapel tentoongesteld.
Ook heeft de kapel een beschilderd houten barokaltaar, uit de 18e eeuw.